# Tajemnica prokuratorska
Tajemnica prokuratorska – w polskim prawie zasada wynikająca z art. 102 Prawa o prokuraturze z 28 stycznia 2016 roku. Mówi ona, że prokurator jest zobowiązany zachować w tajemnicy okoliczności, o których dowiedział się w postępowaniu przygotowawczym, a także poza jawną rozprawą sądową. Obowiązek ten trwa także po ustaniu stosunku służbowego.
Obowiązek zachowania tajemnicy ustaje jedynie w przypadku, gdy prokurator składa zeznania jako świadek w postępowaniu przygotowawczym lub przed sądem. Wyjątkiem jest sytuacja, gdy ujawnienie tajemnicy zagraża dobru państwa albo ważnemu interesowi prywatnemu niesprzecznemu z celami wymiaru sprawiedliwości (w takich sytuacjach od zachowania tajemnicy może prokuratora zwolnić Prokurator Krajowy, a Prokuratora Krajowego – Prokurator Generalny).
Do 2016 r. tajemnicę prokuratorską regulował art. 48 ustawy z dnia 20 czerwca 1985 r. o prokuraturze.

## Kontekst międzynarodowy
Zasada tajemnicy prokuratorskiej nie jest wyjątkowa dla Polski i występuje w wielu systemach prawnych na świecie. W większości krajów europejskich, takich jak Niemcy, Francja czy Włochy, prokuratorzy są zobowiązani do zachowania poufności informacji uzyskanych w trakcie prowadzonych postępowań. Podobne regulacje obowiązują również w Stanach Zjednoczonych, gdzie zasada ta jest często określana jako „attorney-client privilege” (przywilej adwokacko-kliencki), choć w przypadku prokuratorów ma nieco inne zastosowanie.
W Unii Europejskiej zasady dotyczące tajemnicy prokuratorskiej są częściowo harmonizowane poprzez dyrektywy i rozporządzenia, które mają na celu zapewnienie spójności w zakresie ochrony danych i poufności w postępowaniach karnych.

## Znaczenie tajemnicy prokuratorskiej
Tajemnica prokuratorska ma na celu ochronę integralności postępowań prawnych, zapewnienie bezpieczeństwa świadków oraz zapobieganie wpływowi na przebieg śledztwa lub procesu sądowego. Jest to kluczowy element gwarantujący zaufanie do systemu wymiaru sprawiedliwości. Naruszenie tej zasady może prowadzić do poważnych konsekwencji prawnych, w tym odpowiedzialności dyscyplinarnej lub karnej.

## Wyjątki od zasady tajemnicy
Zgodnie z polskim prawem, tajemnica prokuratorska może zostać uchylona w następujących przypadkach:
1. Gdy prokurator składa zeznania jako świadek w postępowaniu przygotowawczym lub przed sądem.
2. Gdy ujawnienie informacji jest konieczne dla ochrony dobra państwa lub ważnego interesu prywatnego, a jednocześnie nie koliduje z celami wymiaru sprawiedliwości.
3. Gdy prokurator zostanie zwolniony z obowiązku zachowania tajemnicy przez Prokuratora Krajowego lub Prokuratora Generalnego.